# Skilanglauf-Far-East-Cup 2022/23
Der Skilanglauf-Far-East-Cup 2022/23 war eine von der FIS organisierte Wettkampfserie, die zum Unterbau des Skilanglauf-Weltcups 2022/23 gehörte. Sie begann am 17. Dezember 2022 in Pyeongchang und endete am 4. März 2023 in Sapporo. Die Gesamtwertung der Männer gewann Takahiro Suzuki und bei den Frauen war Chika Kobayashi erfolgreich.

## Resultate

### Männer
| Datum             | Austragungsort | Disziplin        | Sieger           | Zweiter         | Dritter                        |
| ----------------- | -------------- | ---------------- | ---------------- | --------------- | ------------------------------ |
| 17. Dezember 2022 | Pyeongchang    | 10 km klassisch  | Chikara Ozeki    | Yoshiki Hoshino | Shunsuke Koike Takahiro Suzuki |
| 18. Dezember 2022 | Pyeongchang    | 10 km Freistil   | Takahiro Suzuki  | Kosei Kobayashi | Daito Yamazaki                 |
| 7. Januar 2023    | Sapporo        | 10 km klassisch  | Ryo Hirose       | Takanori Ebina  | Hyuga Otaki                    |
| 8. Januar 2023    | Sapporo        | 10 km Freistil   | Haruki Yamashita | Takatsugu Uda   | Masaharu Yamamoto              |
| 9. Januar 2023    | Sapporo        | Sprint Freistil  | Haruki Yamashita | Tomoki Satō     | Shohei Kodama                  |
| 3. Februar 2023   | Pyeongchang    | 10 km klassisch  | Chikara Ozeki    | Lee Jin-bok     | Byun Ji-yeong                  |
| 4. Februar 2023   | Pyeongchang    | 10 km Freistil   | Takahiro Suzuki  | Lee Jin-bok     | Chikara Ozeki                  |
| 11. Februar 2023  | Shiramine      | 15 km Freistil   | Masato Tanaka    | Yuito Habuki    | Haruki Yamashita               |
| 12. Februar 2023  | Shiramine      | Sprint klassisch | Shota Moriguchi  | Hyuga Otaki     | Chikara Ozeki                  |
| 3. März 2023      | Sapporo        | 10 km klassisch  | Hyuga Otaki      | Ikuya Takizawa  | Satoshi Kikuchi                |
| 4. März 2023      | Sapporo        | 15 km Freistil   | Masato Tanaka    | Tomoki Satō     | Takahiro Suzuki                |

### Frauen
| Datum             | Austragungsort | Disziplin        | Sieger          | Zweiter         | Dritter         |
| ----------------- | -------------- | ---------------- | --------------- | --------------- | --------------- |
| 17. Dezember 2022 | Pyeongchang    | 5 km klassisch   | Chika Kobayashi | Harune Kamakura | Lee Eui-jin     |
| 18. Dezember 2022 | Pyeongchang    | 5 km Freistil    | Chika Kobayashi | Lee Chae-won    | Harune Kamakura |
| 7. Januar 2023    | Sapporo        | 5 km klassisch   | Masae Tsuchiya  | Rin Sobue       | Miki Kodama     |
| 8. Januar 2023    | Sapporo        | 10 km Freistil   | Masae Tsuchiya  | Chika Kobayashi | Rin Sobue       |
| 9. Januar 2023    | Sapporo        | Sprint Freistil  | Chika Kobayashi | Masae Tsuchiya  | Yuka Yamazaki   |
| 3. Februar 2023   | Pyeongchang    | 5 km klassisch   | Lee Eui-jin     | Lee Chae-won    | Han Da-som      |
| 4. Februar 2023   | Pyeongchang    | 5 km Freistil    | Lee Eui-jin     | Han Da-som      | Lee Chae-won    |
| 11. Februar 2023  | Shiramine      | 10 km Freistil   | Chika Kobayashi | Yuka Watanabe   | Harune Kamakura |
| 12. Februar 2023  | Shiramine      | Sprint klassisch | Yuka Watanabe   | Kaho Nakajima   | Kozue Takizawa  |
| 3. März 2023      | Sapporo        | 5 km klassisch   | Chika Kobayashi | Yuka Watanabe   | Shiori Yokohama |
| 4. März 2023      | Sapporo        | 10 km Freistil   | Chika Kobayashi | Shiori Yokohama | Yuka Watanabe   |